# Conrad Coates
Conrad Coates (Londra, 12 luglio 1970) è un attore britannico naturalizzato canadese.

## Biografia
Nato a Londra, da immigrati dalla Giamaica. In giovane età si trasferì in Canada, dove studiò. Dopo la scuola, ha lavorato in teatri locali e regionali e al Festival di Stratford.
Dal 1989, ha lavora in teatro, cinema, televisione e radio. Si è esibito in più di 40 produzioni teatrali in tutto il paese, comprese due stagioni allo Stratford Shakespeare Festival, il più grande teatro di repertorio classico del Nord America.
Nel 2003, ha scritto, prodotto e diretto un cortometraggio intitolato Dakota e per diversi anni è stato insegnante di recitazione per il programma multidisciplinare SuiteLife Arts for Youth Program di Toronto.
Ha ricoperto vari ruoli secondari in diverse serie televisive, tra cui Kyle XY, The Zack Files, Nikita e These Arms of Mine. È apparso in Percy Jackson e gli dei dell'Olimpo - Il ladro di fulmini nei panni di Efesto, dio dell'artigianato e marito di Afrodite, National Museum - Scuola di avventura nei panni di Samuel Tolo e un'apparizione come guest star in un episodio di Fringe nei panni di Vincent Ames. È anche apparso in Supernatural come uno dei demoni di Crowley. Ha recitato anche in Saving Hope nel ruolo di Bryan Travers. Ha avuto un ruolo ricorrente nella terza stagione della serie Syfy Defiance, interpretando T'evgin, un alieno della razza Omec.

## Filmografia parziale

### Cinema
- Doppio inganno (Deceived), regia di Damian Harris (1991)
- Da morire (To Die For), regia di Gus Van Sant (1995)
- Se mi amate... (Critical Care), regia di Sidney Lumet (1997)
- Saw II - La soluzione dell'enigma (Saw II), regia di Darren Lynn Bousman (2005) – voce
- The Sentinel - Il traditore al tuo fianco (The Sentinel), regia di Clark Johnson (2006)
- Al ritmo del ballo (How She Move), regia di Iqbal Rashid (2007)
- Percy Jackson e gli dei dell'Olimpo - Il ladro di fulmini (Percy Jackson & the Olympians: The Lightning Thief), regia di Chris Columbus (2010)
- Tron: Legacy, regia di Joseph Kosinski (2010)
- Cell 213 - La dannazione (Cell 213), regia di Stephen Kay (2011)
- Una spia non basta (This Means War), regia di McG (2012)
- X-Men - Apocalisse (X-Men: Apocalypse), regia di Bryan Singer (2016)
- Anon, regia di Andrew Niccol (2018)
- Benvenuti a Marwen (Welcome to Marwen), regia di Robert Zemeckis (2018)
- Qua la zampa 2 - Un amico è per sempre (A Dog's Journey), regia di Gail Mancuso (2019)
- Dream Scenario - Hai mai sognato quest'uomo? (Dream Scenario), regia di Kristoffer Borgli (2023)
- Totally Killer, regia di Nahnatchka Khan (2023)

### Televisione
- La guerra dei mondi (War of the Worlds) – serie TV, un episodio (1989)
- Il mio amico Ultraman (My Secret Identity) – serie TV, un episodio (1989)
- I Campbell (The Campbells) – serie TV, un episodio (1989)
- I viaggiatori delle tenebre (The Hitchhiker) – serie TV, un episodio (1990)
- Clarence - La vita è sempre meravigliosa (Clarence), regia di Eric Till – film TV (1990)
- Street Legal – serie TV, 2 episodi (1991-1992)
- Oltre la realtà (Beyond reality) – serie TV, un episodio (1992)
- Kung Fu: la leggenda continua (Kung Fu: The Legend Continues) – serie TV, un episodio (1993)
- E.N.G. - Presa diretta (E.N.G.) – serie TV, un episodio (1994)
- TekWar – serie TV, un episodio (1995)
- PSI Factor (Psi Factor: Chronicles of the Paranormal) – serie TV, un episodio (1997)
- Pianeta Terra - Cronaca di un'invasione (Earth: Final Conflict) – serie TV, un episodio (1998)
- Blue Murder – serie TV, un episodio (2001)
- Nikita – serie TV, 4 episodi (2001)
- L'isola del fantasma (The Pretender: Island of the Haunted), regia di Frederick King Keller – film TV (2001)
- The Zack Files – serie TV, 14 episodi (2001-2002)
- Degrassi: The Next Generation – serie TV, 5 episodi (2004-2008)
- ReGenesis – serie TV, un episodio (2005)
- Solar Attack (Solar Strike), regia di Paul Ziller – film TV (2006)
- Bionic Woman – serie TV, 2 episodi (2007)
- Smallville – serie TV, episodio 7x01 (2007)
- Un Natale a sorpresa (Christmas Caper), regia di David Winkler – film TV (2007)
- The Dresden Files – serie TV, 7 episodi (2007)
- Kyle XY – serie TV, 9 episodi (2007-2008)
- Skyrunners, regia di Ralph Hemecker – film TV (2009)
- Fringe – serie TV, un episodio (2010)
- Warehouse 13 – serie TV, episodio 2x02 (2010)
- Covert Affairs – serie TV, un episodio (2010)
- Supernatural – serie TV, un episodio (2010)
- Sanctuary – serie TV, 2 episodi (2011)
- Saving Hope – serie TV, 4 episodi (2012-2013)
- The Strain – serie TV, 2 episodi (2014)
- Good Witch – serie TV, 2 episodi (2015)
- Defiance – serie TV, 11 episodi (2015)
- Star Trek: Discovery – serie TV, 4 episodi (2017)
- Cardinal – serie TV, 4 episodi (2017-2020)
- Shadowhunters – serie TV, 2 episodi (2018-2019)
- Fargo – serie TV, 7 episodi (2023-2024)

## Doppiatori italiani
Nelle versioni in italiano delle opere in cui ha recitato, Conrad Coates è stato doppiato da:
- Roberto Draghetti in Tron: Legacy, Warehouse 13, Holidaze - Il Ringraziamento con i miei
- Fabrizio Pucci in Kyle XY, Skyrunners
- Alberto Angrisano in Good Witch, Benvenuti a Marwen
- Andrea Lavagnino in Earthstorm
- Gianluca Machelli in Smallville
- Stefano Miceli in The Strain
- Andrea Ward in Shadowhunters
- Stefano Alessandroni in The Hot Zone - Minaccia antrace
- Massimo Bitossi in Jupiter's Legacy
- Gaetano Lizzio in Fargo